# Ulota japonica
Ulota japonica là một loài Rêu trong họ Orthotrichaceae. Loài này được (Sull. & Lesq.) Mitt. miêu tả khoa học đầu tiên năm 1891.